# ガヤック
ガヤック(Gaillac, 「ガイヤック」とも表記)は、フランス南部ミディ・ピレネー地方タルヌ県にある人口1万人あまりの町である。ローマ時代からワインの醸造が行われ、千年以上も市場町として栄えている歴史のある町で、タルヌ県北西部の商業と文化の中心都市で、県内で生産されるAOCワイン「ガヤック」の生産・流通拠点になっている。

## 位置
この地方の中心都市トゥールーズから北東へ約50km行ったところにある。タルヌ川を下って行くと、ガロンヌ川・ジロンド川となり、大西洋側に出ることができる。

## スポーツ
ラグビーチームUAガヤックがある。

## ガヤックのワイン
この地区のワインの歴史は、プロヴァンスやラングドック・ルシヨン地方に次いで古いと言われている。ローマ人はタルヌ川を下って、地中海沿岸で作られたワインを大西洋側の地域または北部ヨーロッパに運搬していたが、ぶどうの苗が持ち込まれ、次第にこの地方でも栽培されるようになった。丘陵地帯からはローマ時代の土器が発掘されている。
ガヤックは中世には、ベネディクト派の修道院を中心に発展した。聖餐式などの宗教上の儀式に使用するワインを得るために、修道士たちがぶどう園を経営したため、優れたワインが作られるようになった。